# Дитрихинген
Дитрихинген (нем. Dietrichingen) — коммуна в Германии, в земле Рейнланд-Пфальц. 
Входит в состав района Юго-западный Пфальц. Подчиняется управлению Цвайбрюккен-Ланд.  Население составляет 388 человек (на 31 декабря 2010 года). Занимает площадь 9,38 км².